# Brescia Calcio 2010-2011
Questa pagina raccoglie i dati riguardanti il Brescia Calcio nelle competizioni ufficiali della stagione 2010-2011.

## Stagione
Il Brescia torna in Serie A dopo 5 anni dall'ultima presenza nel massimo campionato. Nella stagione 2010-2011 disputa il 22º campionato giocato in Serie A dal Brescia nella sua storia. Le rondinelle si rafforzano acquistando il portiere Matteo Sereni, il terzino sinistro Fabio Daprelà, il difensore Jonathan Zebina, il centrocampista Panagiōtīs Kone e gli attaccanti Alessandro Diamanti e Éder Citadin Martins. Lasciano Brescia, invece, il difensore Andrea Rispoli, il centrocampista Jürgen Säumel e l'attaccante Libor Kozák.
Alla prima giornata, il Brescia subisce una sconfitta esterna con il Parma per 2-0, ma la giornata seguente vede i lombardi ottenere la loro prima vittoria stagionale, per 3-2 con il Palermo. Seguono due vittorie, una esterna per 1-0 con il Chievo e un'altra interna per 2-1 con la Roma che la fa proiettare al 3º posto, fino a una sconfitta per 2-1 con il Bari la giornata seguente. Seguono quindi quattro sconfitte fino al pareggio di San Siro con l'Inter per 1-1, seguito da un altro pareggio, sempre per 1-1, con la Juventus in casa. Dopo quattro partite in cui il Brescia raccoglie un solo punto (pareggio interno per 0-0 con il Genoa), a seguito della sconfitta esterna per 3-0 con il Milan l'allenatore Giuseppe Iachini viene esonerato dopo aver ottenuto 12 punti in 15 partite e sostituito da Mario Beretta, che esordisce con una vittoria per 1-0 con la Sampdoria.
Tuttavia, la gestione di Beretta non sarà molto positiva, con 5 sconfitte interrotte solo dalla vittoria interna per 2-0 sul Parma. A seguito della sconfitta interna per 3-0 con il Chievo, la quinta in sette gare, Beretta viene esonerato e Iachini richiamato. Il "ridebutto" di Iachini vede i lombardi pareggiare 1-1 in esterna con la Roma. Nelle successive sei partite, il Brescia totalizza 7 punti tra cui una vittoria contro il fanalino Bari e ben 4 pareggi (in particolare contro 3 delle prime 4 classificate cioè Udinese, Napoli e Inter) e si porta a - 3 dalla salvezza. Purtroppo le successive sconfitte contro Juventus, Genoa e Milan (nonostante le rondinelle disputino una grande gara) la fa condannare alla Serie B, che diventa matematicamente certa a tre giornate dalla fine dopo l'ennesima sconfitta contro il Catania. Il Brescia termina al penultimo posto con 32 punti frutto di 7 vittorie, 11 pareggi e 20 sconfitte

## Divise e sponsor
Lo sponsor tecnico per la stagione 2010-2011 è Mass, mentre lo sponsor ufficiale è UBI Banco di Brescia.
| Casa | Trasferta | Terza Divisa |

## Organigramma societario
Area direttiva
- Presidente: Luigi Corioni
- Vice Presidente: Luca Saleri
- Direttore Generale: Fabio Corioni
- Amministrazione: Rosanna Pedrollo

Area organizzativa
- Segretario generale: Maurizio Lombardo
- Team manager: Edoardo Piovani

Area comunicazione
- Responsabile area comunicazione: Silvia Corioni
- Ufficio Stampa: Stefano Gelona

Area marketing
- Ufficio marketing: Silvia Corioni

Area sanitaria
- Responsabile sanitario: Fabio De Nard
- Medico sociale: Diego Giuliani
- Massofisioterapisti: Fausto Balduzzi, Alex Maggi, Enzo Verzeletti

Area tecnica
- Allenatore: Giuseppe Iachini (fino al 6 dicembre 2010 e dal 30 gennaio 2011), poi Mario Beretta
- Allenatore in seconda: Giuseppe Carillo (fino al 6 dicembre 2010 e dal 30 gennaio 2011), poi Max Canzi
- Consulente tecnico: Luigi Maifredi
- Preparatori atletici: Fabrizio Tafani (fino al 6 dicembre 2010 e dal 30 gennaio 2011), Alessio Squassoni, Paolo Lazzarini (dal 6 dicembre 2010 al 30 gennaio 2011)
- Preparatore dei portieri: Giacomo Violini

## Rosa
| N. |                       | Ruolo | Calciatore                        |
| -- | --------------------- | ----- | --------------------------------- |
| 1  | Italia (bandiera)     | P     | Michele Arcari                    |
| 2  | Italia (bandiera)     | D     | Davide Zoboli                     |
| 3  | Svizzera (bandiera)   | D     | Fabio Daprelà                     |
| 4  | Italia (bandiera)     | C     | Antonio Filippini                 |
| 5  | Francia (bandiera)    | D     | Jonathan Zebina                   |
| 6  | Italia (bandiera)     | D     | Francesco Bega                    |
| 7  | Brasile (bandiera)    | A     | Éder                              |
| 8  | Ungheria (bandiera)   | C     | Ádám Vass                         |
| 9  | Italia (bandiera)     | A     | Andrea Caracciolo (vice capitano) |
| 11 | Cile (bandiera)       | C     | Nicolás Córdova                   |
| 12 | Italia (bandiera)     | P     | Nicola Leali                      |
| 14 | Ungheria (bandiera)   | A     | Róbert Feczesin                   |
| 14 | Italia (bandiera)     | C     | Cristiano Zanetti                 |
| 15 | Italia (bandiera)     | D     | Marco Zambelli                    |
| 16 | Paraguay (bandiera)   | D     | Víctor Hugo Mareco                |
| 17 | Italia (bandiera)     | C     | Davide Baiocco                    |
| 18 | Italia (bandiera)     | A     | Davide Possanzini (capitano)      |
| 19 | Italia (bandiera)     | C     | Alessandro Budel                  |
| 19 | Slovacchia (bandiera) | C     | Richard Lašík                     |

| N. |                       | Ruolo | Calciatore               |
| -- | --------------------- | ----- | ------------------------ |
| 20 | Italia (bandiera)     | D     | Pietro Accardi           |
| 21 | Francia (bandiera)    | D     | Sebastian De Maio        |
| 22 | Italia (bandiera)     | P     | Matteo Sereni            |
| 23 | Italia (bandiera)     | D     | Simone Dallamano         |
| 24 | Italia (bandiera)     | C     | Lorenzo Tassi            |
| 26 | Italia (bandiera)     | C     | Harouna Bara             |
| 27 | Nigeria (bandiera)    | D     | Frank Deen Salihu Kamalu |
| 28 | Svizzera (bandiera)   | D     | Gaetano Berardi          |
| 29 | Argentina (bandiera)  | A     | Juan Ignacio Antonio     |
| 30 | Brasile (bandiera)    | A     | Jonathas                 |
| 31 | Italia (bandiera)     | C     | Riccardo Taddei          |
| 32 | Italia (bandiera)     | C     | Alessandro Diamanti      |
| 33 | Grecia (bandiera)     | C     | Panagiōtīs Kone          |
| 34 | Italia (bandiera)     | P     | Alessio Cragno           |
| 36 | Italia (bandiera)     | A     | Davide Lanzafame         |
| 37 | Slovacchia (bandiera) | P     | Michal Hrívnák           |
| 38 | Ghana (bandiera)      | C     | Nana Welbeck             |
| 56 | Finlandia (bandiera)  | C     | Përparim Hetemaj         |
|    | Grecia (bandiera)     | D     | Kristijan Miljević       |

## Calciomercato

### Sessione estiva(dall'1/7 all'1/9)
| Acquisti | Acquisti              | Acquisti       | Acquisti                         |
| R.       | Nome                  | da             | Modalità                         |
| -------- | --------------------- | -------------- | -------------------------------- |
| P        | Simone Canalicchio    | Canavese       | definitivo                       |
| P        | Andrea Caroppo        | Palermo        | fine prestito                    |
| P        | Damiano Crescenti     | Inter          | prestito con diritto di riscatto |
| P        | Matteo Sereni         | Torino         | definitivo (1,5 milioni €)       |
| D        | Fabio Daprelà         | West Ham Utd   | definitivo                       |
| D        | Davide Ferrari        | West Ham Utd   | fine prestito                    |
| D        | Marco Gorzegno        | Sassuolo       | fine prestito                    |
| D        | Edoardo Lancini       | Lumezzane      | prestito                         |
| D        | Luigi Maresca         | Ostuni         | definitivo                       |
| D        | Jonathan Zebina       | Juventus       | definitivo                       |
| D        | Davide Zoboli         | Torino         | fine prestito                    |
| C        | Martin Ciaghi         | Südtirol       | prestito diritto riscatto metà   |
| C        | Antonio Filippini     | Livorno        | definitivo                       |
| C        | Mattia Gualeni        | Lumezzane      | prestito                         |
| C        | Andrea Mantovani      | Darfo Boario   | fine prestito                    |
| C        | Aniello Salzano       | Union Quinto   | definitivo                       |
| C        | Luigi Alberto Scaglia | Torino         | fine prestito                    |
| A        | Juan Ignacio Antonio  | River Plate    | definitivo                       |
| A        | Emanuele Bardelloni   | Sampdoria      | fine prestito                    |
| A        | Alessandro Diamanti   | West Ham Utd   | definitivo (2,2 milioni €)       |
| A        | Éder Citadin Martins  | Empoli         | definitivo                       |
| A        | Róbert Feczesin       | Debrecen       | fine prestito                    |
| A        | Adama Fofana          | Isola Liri     | fine prestito                    |
| A        | Panagiōtīs Kone       | Īraklīs        | definitivo                       |
| A        | Denis Maccan          | Fidelis Andria | fine prestito                    |
| A        | Roland Varga          | Újpest         | fine prestito                    |

| Cessioni | Cessioni              | Cessioni       | Cessioni                       |
| R.       | Nome                  | a              | Modalità                       |
| -------- | --------------------- | -------------- | ------------------------------ |
| P        | Andrea Caroppo        | Verona         | compartecipazione              |
| P        | Manuel Offer          | Trento         | prestito                       |
| P        | Sergio Viotti         | Triestina      | compartecipazione              |
| D        | Davide Ferrari        | Rodengo Saiano | prestito                       |
| D        | Marco Gorzegno        | Empoli         | prestito                       |
| D        | Walter López          | Cerro          | fine prestito                  |
| D        | Antonio Magli         | Como           | compartecipazione              |
| D        | Andrea Rispoli        | Parma          | fine prestito                  |
| C        | Omar El Kaddouri      | Südtirol       | prestito                       |
| C        | Andrea Mantovani      | Feralpisalò    | prestito                       |
| C        | Alessio Manzoni       | Parma          | fine prestito                  |
| C        | Marco Martina Rini    | Verona         | prestito diritto riscatto metà |
| C        | Fabrizio Paghera      | Verona         | prestito diritto riscatto metà |
| C        | Bartosz Salamon       | Foggia         | prestito                       |
| C        | Jürgen Säumel         | Torino         | fine prestito                  |
| C        | Luigi Alberto Scaglia | Torino         | prestito diritto riscatto metà |
| A        | Emanuele Bardelloni   | Como           | prestito                       |
| A        | Libor Kozák           | Lazio          | fine prestito                  |
| A        | Denis Maccan          | Pergocrema     | prestito                       |
| A        | Roland Varga          | Foggia         | prestito                       |

### Sessione invernale(dal 3/1 al 31/1)
| Acquisti | Acquisti           | Acquisti   | Acquisti   |
| R.       | Nome               | da         | Modalità   |
| -------- | ------------------ | ---------- | ---------- |
| D        | Christian Miljevic | PAOK       | definitivo |
| D        | Pietro Accardi     | Sampdoria  | scambio    |
| A        | Davide Lanzafame   | Juventus   | prestito   |
| C        | Cristiano Zanetti  | Fiorentina | definitivo |
| A        | Jonathas           | AZ Alkmaar | prestito   |

| Cessioni | Cessioni             | Cessioni  | Cessioni   |
| R.       | Nome                 | a         | Modalità   |
| -------- | -------------------- | --------- | ---------- |
| P        | Michal Hrívnák       | Mantova   | prestito   |
| D        | Sebastian De Maio    | Frosinone | prestito   |
| D        | Gilberto Martínez    | Sampdoria | scambio    |
| C        | Alessandro Budel     | Torino    | prestito   |
| A        | Róbert Feczesin      | Ascoli    | prestito   |
| A        | Riccardo Taddei      | Triestina | definitivo |
| A        | Juan Ignacio Antonio | Ascoli    | prestito   |

## Risultati

### Serie A

#### Girone di andata
| Arbitro: | Damato (Barletta) |

|                           |           |  |
| Bojinov 10’ Morrone 45+3’ | Marcatori |  |

| Arbitro: | Tagliavento (Terni) |

|                                                |           |                            |
| Dallamano 3’ Éder 28’ A. Caracciolo 43’ (rig.) | Marcatori | 22’ Pastore 83’ Balzaretti |

| Arbitro: | Gava (Conegliano) |

|  |           |              |
|  | Marcatori | 30’ Diamanti |

| Arbitro: | C. Russo (Nola) |

|                                      |           |               |
| Hetemaj 13’ A. Caracciolo 65’ (rig.) | Marcatori | 83’ Borriello |

| Arbitro: | Guida (Torre Annunziata) |

|                              |           |          |
| Rivas 16’ Barreto 55’ (rig.) | Marcatori | 30’ Kone |

| Arbitro: | Celi (Campobasso) |

|           |           |  |
| Mauri 45’ | Marcatori |  |

| Arbitro: | Romeo (Verona) |

|  |           |             |
|  | Marcatori | 80’ Corradi |

| Arbitro: | Peruzzo (Schio) |

|                          |           |                   |
| Ofere 54’ Di Michele 61’ | Marcatori | 19’ A. Caracciolo |

| Arbitro: | Valeri (Roma) |

|  |           |             |
|  | Marcatori | 77’ Lavezzi |

| Arbitro: | Gava (Conegliano) |

|                  |           |                   |
| Eto'o 72’ (rig.) | Marcatori | 14’ A. Caracciolo |

| Arbitro: | Damato (Barletta) |

|              |           |                  |
| Diamanti 73’ | Marcatori | 71’ Quagliarella |

| Arbitro: | Pierpaoli (Firenze) |

|             |           |  |
| Di Vaio 58’ | Marcatori |  |

| Arbitro: | Celi (Campobasso) |

|                          |           |                     |
| A. Caracciolo 20’ (rig.) | Marcatori | 63’ Matri 66’ Conti |

| Brescia 28 novembre 2010, ore 15:00 CET 14ª giornata | Brescia         | 0 – 0 referto | Genoa | Stadio Mario Rigamonti (3.532 spett.)\| Arbitro: \| Banti (Livorno) \| |
| Arbitro:                                             | Banti (Livorno) |               |       |                                                                        |

| Arbitro: | Gervasoni (Mantova) |

|                                        |           |  |
| Boateng 4’ Robinho 28’ Ibrahimović 30’ | Marcatori |  |

| Arbitro: | Giannoccaro (Lecce) |

|             |           |  |
| Cordova 13’ | Marcatori |  |

| Arbitro: | Orsato (Schio) |

|                |           |  |
| Maxi López 33’ | Marcatori |  |

| Arbitro: | Banti (Livorno) |

|          |           |                            |
| Éder 50’ | Marcatori | 33’ Jiménez 41’ Ceccarelli |

| Arbitro: | Mazzoleni (Bergamo) |

|                                      |           |                            |
| Gilardino 72’ Santana 86’ Ljajić 87’ | Marcatori | 30’ Diamanti 45+4’ Córdova |

#### Girone di ritorno
| Arbitro: | Bergonzi (Genova) |

|                         |           |  |
| Bega 45+5’ Diamanti 88’ | Marcatori |  |

| Arbitro: | Gervasoni (Mantova) |

|          |           |  |
| Bovo 86’ | Marcatori |  |

| Arbitro: | Brighi (Cesena) |

|  |           |                                      |
|  | Marcatori | 45+1’, 90+3’ Pellissier 47’ Mandelli |

| Arbitro: | De Marco (Chiavari) |

|               |           |          |
| Borriello 59’ | Marcatori | 69’ Éder |

| Arbitro: | Rizzoli (Bologna) |

|                                         |           |  |
| Diamanti 17’ (rig.) A. Caracciolo 90+3’ | Marcatori |  |

| Arbitro: | Giannoccaro (Lecce) |

|  |           |                        |
|  | Marcatori | 17’ González 58’ Kozák |

| Udine 20 febbraio 2011, ore 15:00 CET 26ª giornata | Udinese           | 0 – 0 referto | Brescia | Stadio Friuli (15.214 spett.)\| Arbitro: \| Bergonzi (Genova) \| |
| Arbitro:                                           | Bergonzi (Genova) |               |         |                                                                  |

| Arbitro: | Morganti (Ascoli Piceno) |

|                              |           |                       |
| A. Caracciolo 16’ Zoboli 19’ | Marcatori | 31’ Corvia 70’ Munari |

| Napoli 6 marzo 2011, ore 15:00 CET 28ª giornata | Napoli              | 0 – 0 referto | Brescia | Stadio San Paolo (29.146 spett.)\| Arbitro: \| Mazzoleni (Bergamo) \| |
| Arbitro:                                        | Mazzoleni (Bergamo) |               |         |                                                                       |

| Arbitro: | Rocchi (Firenze) |

|                   |           |           |
| A. Caracciolo 84’ | Marcatori | 18’ Eto'o |

| Arbitro: | Celi (Campobasso) |

|                          |           |          |
| Krasić 23’ Del Piero 67’ | Marcatori | 42’ Éder |

| Arbitro: | Romeo (Verona) |

|                                            |           |             |
| Hetemaj 3’ Zoboli 9’ Caracciolo 65’ (rig.) | Marcatori | 30’ Di Vaio |

| Arbitro: | Bergonzi (Genova) |

|           |           |                   |
| Cossu 22’ | Marcatori | 61’ A. Caracciolo |

| Arbitro: | Brighi (Cesena) |

|                                              |           |  |
| Rafinha 59’ Berardi 70’ (aut.) Antonelli 94’ | Marcatori |  |

| Arbitro: | Mazzoleni (Bergamo) |

|  |           |             |
|  | Marcatori | 82’ Robinho |

| Arbitro: | Rocchi (Firenze) |

|                                     |           |                                 |
| Pozzi 55’ Tissone 63’ Mannini 90+1’ | Marcatori | 50’ Éder 57’, 84’ A. Caracciolo |

| Arbitro: | Orsato (Schio) |

|                |           |                             |
| Diamanti 90+1’ | Marcatori | 27’ Silvestre 75’ Bergessio |

| Arbitro: | Celi (Campobasso) |

|                 |           |  |
| Giaccherini 59’ | Marcatori |  |

| Arbitro: | Calvarese (Teramo) |

|                      |           |                     |
| Éder 18’ Accardi 87’ | Marcatori | 2’ Vargas 75’ Cerci |

### Coppa Italia

#### Turni preliminari
| Arbitro: | Pinzani (Empoli) |

|              |           |  |
| Diamanti 30’ | Marcatori |  |

| Arbitro: | Ciampi (Roma) |

|                                                          |           |              |
| Martinho 13’ Maxi López 55’, 86’ Pesce 58’ Antenucci 82’ | Marcatori | 18’ Feczesin |

## Statistiche

### Statistiche di squadra
| Competizione | Punti | In casa | In casa | In casa | In casa | In casa | In casa | In trasferta | In trasferta | In trasferta | In trasferta | In trasferta | In trasferta | Totale | Totale | Totale | Totale | Totale | Totale | DR  |
| Competizione | Punti | G       | V       | N       | P       | Gf      | Gs      | G            | V            | N            | P            | Gf           | Gs           | G      | V      | N      | P      | Gf     | Gs     | DR  |
| ------------ | ----- | ------- | ------- | ------- | ------- | ------- | ------- | ------------ | ------------ | ------------ | ------------ | ------------ | ------------ | ------ | ------ | ------ | ------ | ------ | ------ | --- |
| Serie A      | 32    | 19      | 6       | 5       | 8       | 22      | 24      | 19           | 1            | 6            | 12           | 12           | 28           | 38     | 7      | 11     | 20     | 34     | 52     | -18 |
| Coppa Italia | -     | 1       | 1       | 0       | 0       | 1       | 0       | 1            | 0            | 0            | 1            | 1            | 5            | 2      | 1      | 0      | 1      | 2      | 5      | -3  |
| Totale       | -     | 20      | 7       | 5       | 8       | 23      | 24      | 20           | 1            | 6            | 13           | 13           | 33           | 40     | 8      | 11     | 21     | 36     | 57     | -21 |

### Andamento in campionato
| Giornata  | 1  | 2  | 3 | 4 | 5 | 6 | 7  | 8  | 9  | 10 | 11 | 12 | 13 | 14 | 15 | 16 | 17 | 18 | 19 | 20 | 21 | 22 | 23 | 24 | 25 | 26 | 27 | 28 | 29 | 30 | 31 | 32 | 33 | 34 | 35 | 36 | 37 | 38 |
| --------- | -- | -- | - | - | - | - | -- | -- | -- | -- | -- | -- | -- | -- | -- | -- | -- | -- | -- | -- | -- | -- | -- | -- | -- | -- | -- | -- | -- | -- | -- | -- | -- | -- | -- | -- | -- | -- |
| Luogo     | T  | C  | T | C | T | T | C  | T  | C  | T  | C  | T  | C  | C  | T  | C  | T  | C  | T  | C  | T  | C  | T  | C  | C  | T  | C  | T  | C  | T  | C  | T  | T  | C  | T  | C  | T  | C  |
| Risultato | P  | V  | V | V | P | P | P  | P  | P  | N  | N  | P  | P  | N  | P  | V  | P  | P  | P  | V  | P  | P  | N  | V  | P  | N  | N  | N  | N  | P  | V  | N  | P  | P  | N  | P  | P  | N  |
| Posizione | 18 | 11 | 5 | 3 | 4 | 6 | 10 | 13 | 16 | 17 | 17 | 18 | 18 | 17 | 17 | 17 | 17 | 18 | 19 | 19 | 19 | 19 | 18 | 17 | 18 | 18 | 19 | 19 | 19 | 19 | 19 | 19 | 19 | 19 | 19 | 19 | 19 | 19 |

Legenda:

Luogo: C = Casa; T = Trasferta. Risultato: V = Vittoria; N = Pareggio; P = Sconfitta.

### Statistiche dei giocatori
In corsivo i calciatori che hanno lasciato la società durante la stagione.
| Giocatore     | Serie A  | Serie A | Serie A     | Serie A    | Coppa Italia | Coppa Italia | Coppa Italia | Coppa Italia | Totale   | Totale | Totale      | Totale     |
| Giocatore     | Presenze | Reti    | Ammonizioni | Espulsioni | Presenze     | Reti         | Ammonizioni  | Espulsioni   | Presenze | Reti   | Ammonizioni | Espulsioni |
| ------------- | -------- | ------- | ----------- | ---------- | ------------ | ------------ | ------------ | ------------ | -------- | ------ | ----------- | ---------- |
| P. Accardi    | 8        | 1       | 1           | 0          | -            | -            | -            | -            | 8        | 1      | 1           | 0          |
| J. Antonio    | 0        | 0       | 0           | 0          | 1            | 0            | 0            | 0            | 1        | 0      | 0           | 0          |
| M. Arcari     | 22       | -29     | 3           | 0          | 2            | -5           | 0            | 0            | 24       | -34    | 3           | 0          |
| D. Baiocco    | 21       | 0       | 3           | 0          | 2            | 0            | 0            | 0            | 23       | 0      | 3           | 0          |
| F. Bega       | 25       | 1       | 6           | 0          | 1            | 0            | 0            | 0            | 26       | 1      | 6           | 0          |
| G. Berardi    | 27       | 0       | 7           | 0          | 2            | 0            | 1            | 0            | 29       | 0      | 8           | 0          |
| A. Budel      | 12       | 0       | 0           | 0          | 2            | 0            | 0            | 0            | 14       | 0      | 0           | 0          |
| A. Caracciolo | 33       | 12      | 3           | 1          | 0            | 0            | 0            | 0            | 33       | 12     | 3           | 1          |
| N. Córdova    | 21       | 2       | 2           | 0          | 0            | 0            | 0            | 0            | 21       | 2      | 2           | 0          |
| A. Cragno     | 0        | 0       | 0           | 0          | 0            | 0            | 0            | 0            | 0        | 0      | 0           | 0          |
| S. Dallamano  | 15       | 1       | 2           | 0          | 1            | 0            | 0            | 0            | 16       | 1      | 2           | 0          |
| F. Daprelà    | 10       | 0       | 1           | 0          | 1            | 0            | 0            | 0            | 11       | 0      | 1           | 0          |
| S. De Maio    | 2        | 0       | 0           | 0          | 2            | 0            | 0            | 0            | 4        | 0      | 0           | 0          |
| A. Diamanti   | 32       | 6       | 8           | 1          | 1            | 1            | 0            | 0            | 33       | 7      | 8           | 1          |
| Éder          | 35       | 6       | 4           | 1          | 1            | 0            | 0            | 0            | 36       | 6      | 4           | 1          |
| R. Feczesin   | 2        | 0       | 0           | 0          | 2            | 1            | 1            | 0            | 4        | 1      | 1           | 0          |
| A. Filippini  | 15       | 0       | 2           | 0          | 1            | 0            | 1            | 0            | 16       | 0      | 3           | 0          |
| P. Hetemaj    | 30       | 2       | 12          | 0          | 1            | 0            | 0            | 0            | 31       | 2      | 12          | 0          |
| M. Hrívnák    | 0        | 0       | 0           | 0          | 0            | 0            | 0            | 0            | 0        | 0      | 0           | 0          |
| Jonathas      | 6        | 0       | 0           | 0          | -            | -            | -            | -            | 6        | 0      | 0           | 0          |
| F. Kamalu     | 0        | 0       | 0           | 0          | 0            | 0            | 0            | 0            | 0        | 0      | 0           | 0          |
| P. Kone       | 31       | 1       | 8           | 0          | 0            | 0            | 0            | 0            | 31       | 1      | 8           | 0          |
| D. Lanzafame  | 13       | 0       | 3           | 1          | -            | -            | -            | -            | 13       | 0      | 3           | 1          |
| N. Leali      | 1        | -1      | 0           | 0          | 0            | 0            | 0            | 0            | 1        | -1     | 0           | 0          |
| V. Mareco     | 8        | 0       | 2           | 1          | 1            | 0            | 0            | 0            | 9        | 0      | 2           | 1          |
| G. Martínez   | 19       | 0       | 5           | 0          | 0            | 0            | 0            | 0            | 19       | 0      | 5           | 0          |
| K. Miljević   | 0        | 0       | 0           | 0          | -            | -            | -            | -            | 0        | 0      | 0           | 0          |
| D. Possanzini | 17       | 0       | 0           | 0          | 2            | 0            | 0            | 0            | 19       | 0      | 0           | 0          |
| M. Sereni     | 15       | -22     | 0           | 0          | 0            | 0            | 0            | 0            | 15       | -22    | 0           | 0          |
| R. Taddei     | 4        | 0       | 0           | 0          | 1            | 0            | 0            | 0            | 5        | 0      | 0           | 0          |
| L. Tassi      | 1        | 0       | 0           | 0          | 0            | 0            | 0            | 0            | 1        | 0      | 0           | 0          |
| Á. Vass       | 20       | 0       | 5           | 0          | 2            | 0            | 0            | 0            | 22       | 0      | 5           | 0          |
| N. Welbeck    | 1        | 0       | 0           | 0          | 0            | 0            | 0            | 0            | 1        | 0      | 0           | 0          |
| M. Zambelli   | 28       | 0       | 1           | 0          | 1            | 0            | 0            | 0            | 29       | 0      | 1           | 0          |
| C. Zanetti    | 8        | 0       | 0           | 0          | -            | -            | -            | -            | 8        | 0      | 0           | 0          |
| J. Zebina     | 28       | 0       | 10          | 0          | 0            | 0            | 0            | 0            | 28       | 0      | 10          | 0          |
| D. Zoboli     | 18       | 2       | 6           | 0          | 1            | 0            | 0            | 0            | 19       | 2      | 6           | 0          |